# Harknessia globosa
Harknessia globosa är en svampart som beskrevs av B. Sutton 1971. Harknessia globosa ingår i släktet Harknessia, ordningen Diaporthales, klassen Sordariomycetes, divisionen sporsäcksvampar och riket svampar.   Inga underarter finns listade i Catalogue of Life.